# 穎才新誌
『穎才新誌』（えいさいしんし）は、近代日本ではじめての全国的子供向け雑誌。陽其二により1877年に創刊され、1901年ないし1902年頃に廃刊と言われている。毎週土曜日発行の週刊誌であり、発行は製紙分社（東京印刷会）による。価格は当初8厘だった。

## 概説
論説文、学術的な論文、紀行文、書簡文、随筆文、漢詩、短歌、俳句、新体詩の投稿作品からなる。時には投稿者同士の論争も行われた。最初は作文などの散文が多く、後には韻文が多くなる。主要な投稿者の年齢層は1877年から1879年では1位が13歳、2位が12歳。頁数は当初4頁、1890年代8頁、1897年9月から16頁。毎週1万部という当時としては驚異的な発行部数を誇った。投稿は1日に50通あまり。購読できるのは中流以上の子供に限られていたが、それだけに後の日本のエリートが言説を共有していたと言える。また作文教育のために学校で使用されていたので、小中学生の一部も共有していた。学校間競争が行われ掲載されることは母校の名を挙げる名誉なことだった。

## ジェンダーによる分析
1877年の女子投稿者は37％だったがその後急落し1880年代以降は数％で推移した。当初は男女平等な学問による立身出世が説かれたが、1879年に男女別学が明確化され中学校から女子生徒がいなくなるや男児差別的な意見が多数を占めるようになった。少年はこの時代男女双方の意味を含んでいたが、1890年代から少女の言葉が現れ少年は男子のみを表すようになり、少女は幼少期における特別なものと語られる。

## 廃刊の理由
穎才新誌は投稿は当時の支配的な文体であった漢文訓読体が中心だったため、1900年前後の言文一致運動によって批判された。また当時の作文は名文暗誦主義に基づいていたため遊廓、飲酒などの大人のテーマが子供によって扱われていたが、この点も批判された。また当時は御伽噺と言われた子供向けの創作がはやっていたが、文語体である上、妾、姦通、女郎買い、母親殺しなどの性的な事柄や残酷な事柄が扱われていた。これも子供には子供らしい物語を与え大人の物語から離すべきだとする児童文学、さらに言文一致の少女・少年小説の登場を控えていた。この流れの中で穎才新誌の投稿作品も御伽噺と同じく子供にふさわしくないものとして扱われたと考えられる。

## 現在
穎才新誌を創刊した堀越修一郎の孫にあたる堀越克明は、穎の字を取り穎明館中学・高等学校を創立。同校の建学の精神は穎才新誌に由来する。現在でも校舎内には実物の同誌が展示されている。